# Butlletí de la Institució Catalana d'Història Natural
Butlletí de la Institució Catalana d'Història Natural és la publicació oficial de la Institució Catalana d'Història Natural, i en surt un número cada any. Fou publicada per primer cop el gener del 1901 fins al 1936. No es va poder publicar des de l'inici de la Guerra Civil fins al 1949, quan va sortir el volum 37; tot commemorant el cinquantenari de l'entitat. Durant la repressió franquista no es va poder publicar. Molts col·laboradors eminents van partir a l'exili, van ser destituïts o morir en el conflicte. També, el règim va desposseir la Institució del seu fons biliogràfic i editorial.
La publicació va reprendre poc abans la mort del dictador, quan el 1974 se'n va reprendre la publicació, d'aleshores ençà ininterrompuda fins a l'actualitat.
A les seves pàgines han aparegut nombrosos treballs originals, dedicats a les diferents branques de les ciències naturals.